# 작은숲땃쥐
작은숲땃쥐(Sylvisorex oriundus)는 땃쥐과에 속하는 포유류의 일종이다. 콩고민주공화국 동북부 지역의 고유종이다. 기준표본을 채집한 곳은 메드제(Medje)이다. 자연 서식지는 아열대 또는 열대 기후 지역의 습윤 저지대 숲이다.